# Bratto (Lombardia)
Bratto – część gminy Castione della Presolana w prowincji Bergamo w Lombardii, we Włoszech. Z powodu lokalizacji w Alpach Bergamskich oferuje szeroką bazę wypoczynkową dla turystów i narciarzy (znajduje się tu m.in. 15 tras zjazdowych).
W Bratto od 1978 r. odbywa się cykliczny otwarty turniej szachowy, w którym zwyciężali m.in. arcymistrzowie Władimir Jepiszyn (1999, 2000, 2001, 2002, 2005), Robert Zelčić (1986, 1997), Władimir Burmakin (2007), Erald Dervishi (2006), Dmitrij Gurewicz (1998), Igor Miladinović (2004), Gyula Sax (2003) i Siergiej Tiwiakow (2008).